# Klinkbygning
En klinkbygning er i skibsterminologi betegnelsen for en skrogkonstruktion, hvor underkanten af den overliggende planke rager ud over kanten af den underliggende planke. Vikingeskibe var klinkbyggede.
Se modsætningsvis kravelbygning.
Fordelene ved klinkbygning er at plankerne ikke behøver at være så tykke, og at båden på grund af den mindre vægt lettere kan trækkes på land, hvor der ikke er havne. Svagheden er, at man helst skal bruge førsteklasses træ, hvilket er dyrere. Desuden er det svært at øge bordbredden på midten af båden, og derfor bliver bordene smalle ved bådens ender.
Klinkbyggede træbåde blev i 2021 anerkendt af UNESCO som levende kulturarv og sat på listen over immateriel kulturarv.